# أكمية سماوية
أكمية سماوية (الاسم العلمي:Aechmea coelestis) هي نوع من النباتات تتبع جنس الأكمية من الفصيلة البروميلية.